# Complesso di lancio 40

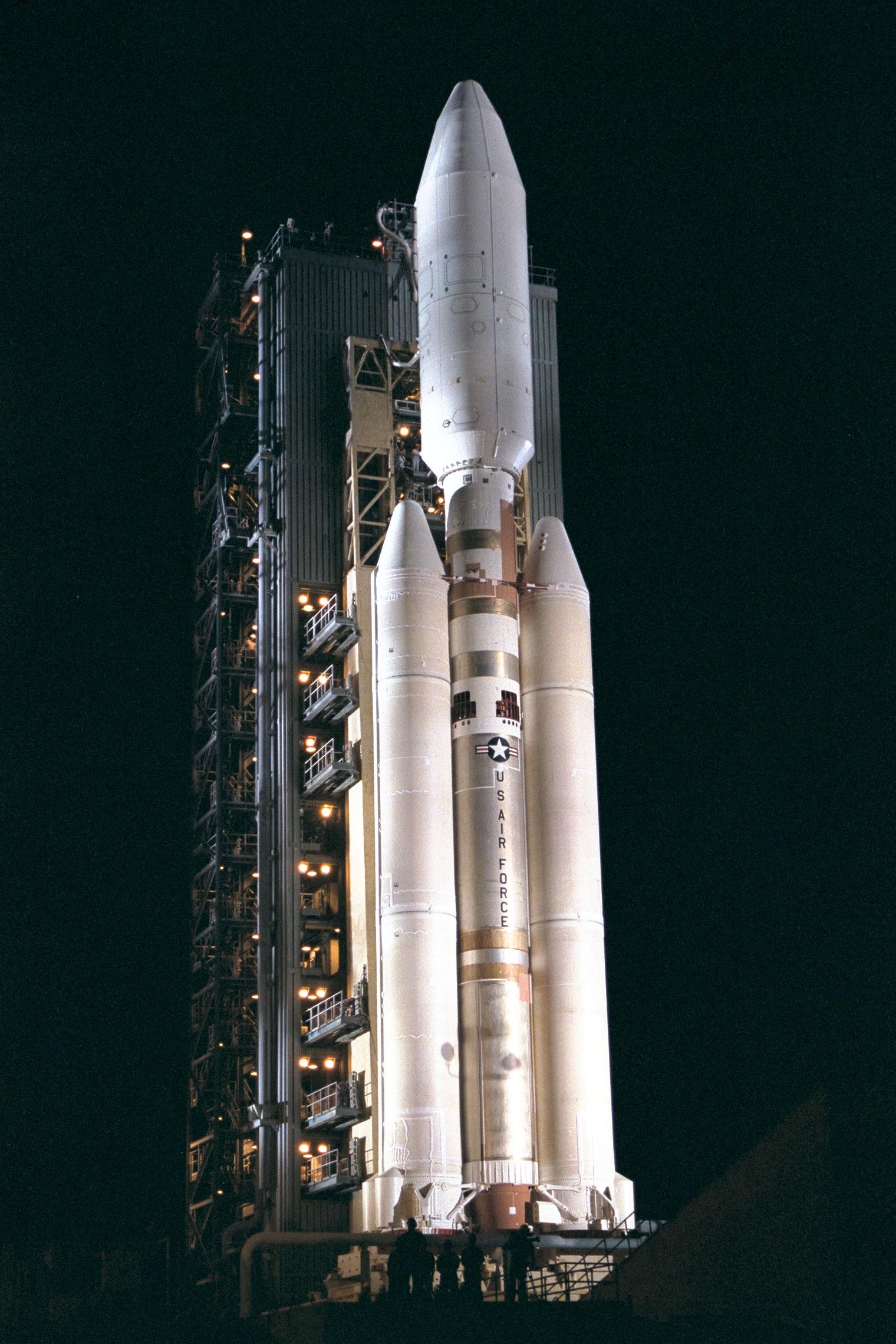
Un Titan IV con a bordo la missione Cassin-Huygens nel 1997.

Il complesso di Lancio Spaziale 40 (SLC-40) precedentemente Launch Complex 40 (LC-40) è una rampa di lancio orbitale situata nella parte settentrionale di Cape Canaveral, Florida. 
Il complesso di lancio è stato utilizzato della US Air Force dal 1965 al 2005, per 55 lanci dei Titan III e Titan IV. Nel 2007 la US Air Force ha affittato il complesso a SpaceX per supportare i lanci del Falcon 9. Dalla rampa sono stati lanciate 59 missioni del Falcon 9, fino al 1 settembre 2016, quando il sito è stato pesantemente danneggiato dall'incidente dell'Amos-6, durante il quale un'esplosione incontrollata del serbatoio dell'ossigeno del secondo stadio ha causato la distruzione del vettore durante un test di antincendio statico. Il complesso è stato riparato e riportato allo stato operativo nel dicembre 2017 per la missione CRS-13
Dal 2017 al novembre 2020, ci sono stati un totale di 59 lanci del Falcon 9 dal complesso. 

## Titan

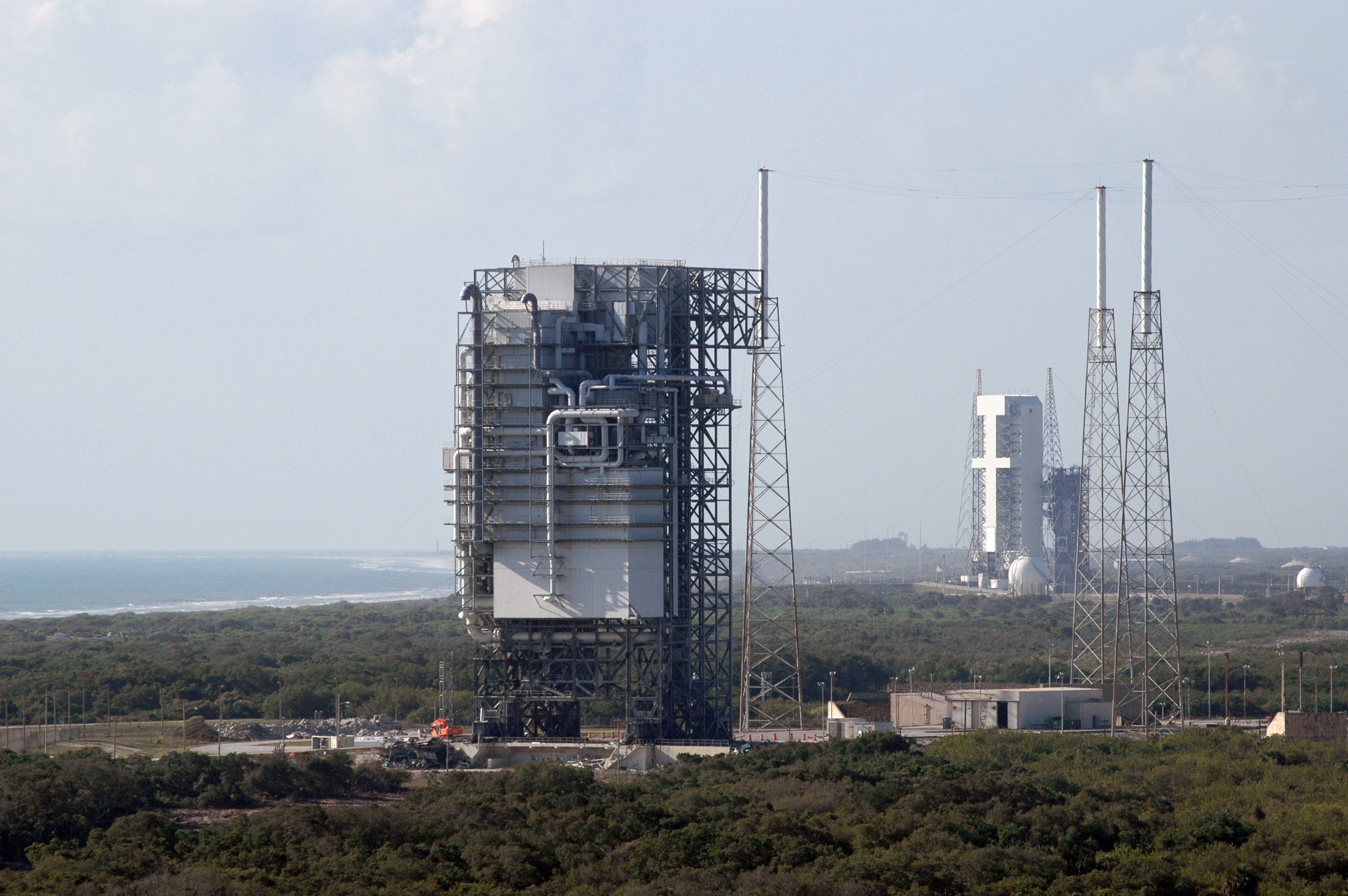
Il Complesso di lancio 40 con la torre di servizio mobile nel 2008, prima della demolizione per preparare la rampa ad accogliere il Falcon 9 della SpaceX.

Il primo lancio effettuato dal SLC-40 (all'inizio denominato LC-40) fu il volo inaugurale del Titan IIIC (18 giugno 1965), trasportando due stadi superiori transtage per testare la funzionalità del vettore.
Sono state lanciate due missioni interplanetarie dalla piattaforma:
- La missione fallita Mars Observer (25 settembre 1992)
- La missione su Saturno Cassini Huygens (15 ottobre 1997)

Tra il 1965 e il 2005 sono stati lanciati 30 Titan IIIC, 8 Titan 34D e 17 Titan IV. Il volo finale dl Titan dal SLC-40 è stato il lancio del satellite di ricognizione Lacrosse-5 da parte di un Titan IV-B il 30 aprile 2005.
La torre di lancio è stata smantellata tra la fine del 2007 e l'inizio del 2008. Il 27 aprile 2008 la struttura di supporto mobile è stata demolita attraverso una demolizione controllata.

## Falcon 9

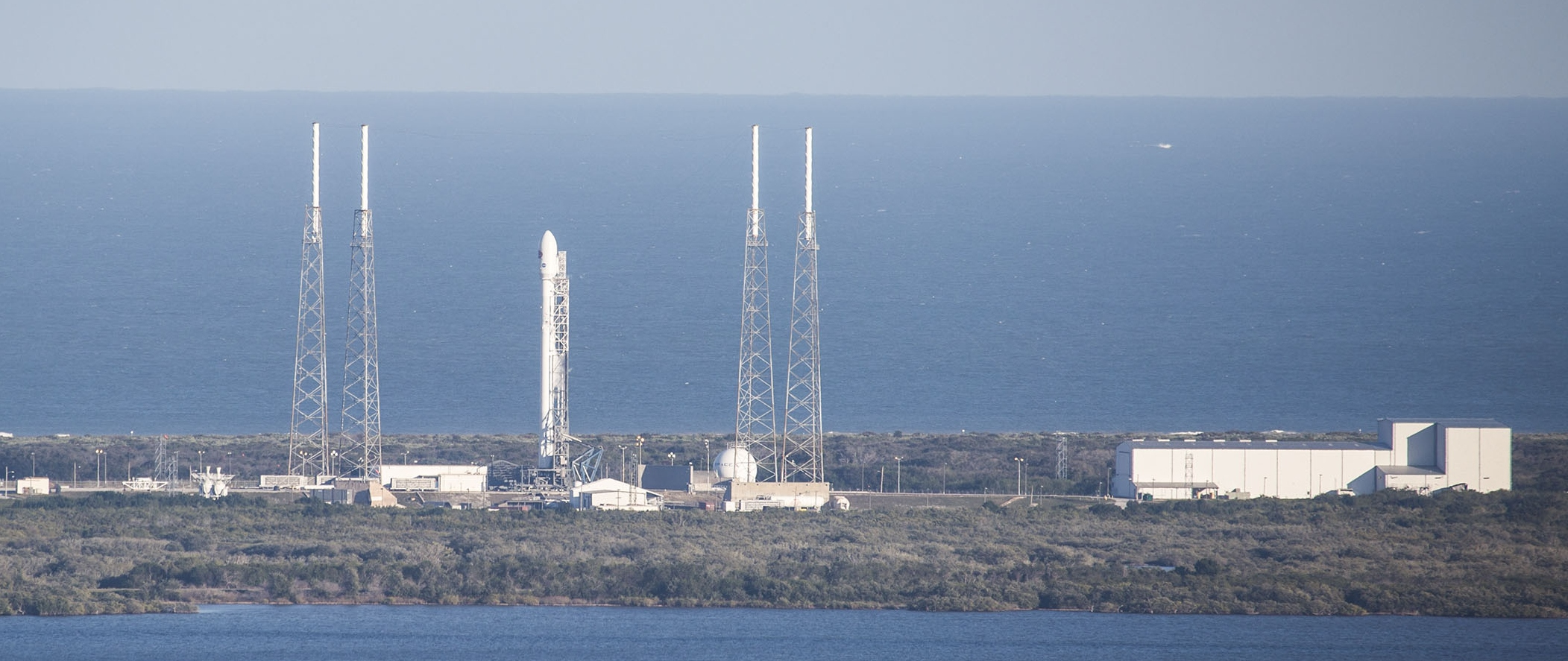
Le strutture di lancio del Falcon 9

Il 25 aprile 2007, la US Air Force ha affittato il complesso alla SpaceX per permettergli di lanciare il suo razzo vettore Falcon 9. Durante l'aprile del 2008 sono iniziati i lavori sulle strutture di supporto a terra necessarie, i rinnovamenti hanno incluso l'installazione di nuovi serbatoi di ossigeno liquido e cherosene, e la costruzione di hangar per la preparazione dei razzi e del carico utile. Il serbatoio di ossigeno liquido sferico (LOX) è stato acquisito dalla NASA. Questo serbatoio LOX è stato precedentemente utilizzato presso LC-34 .

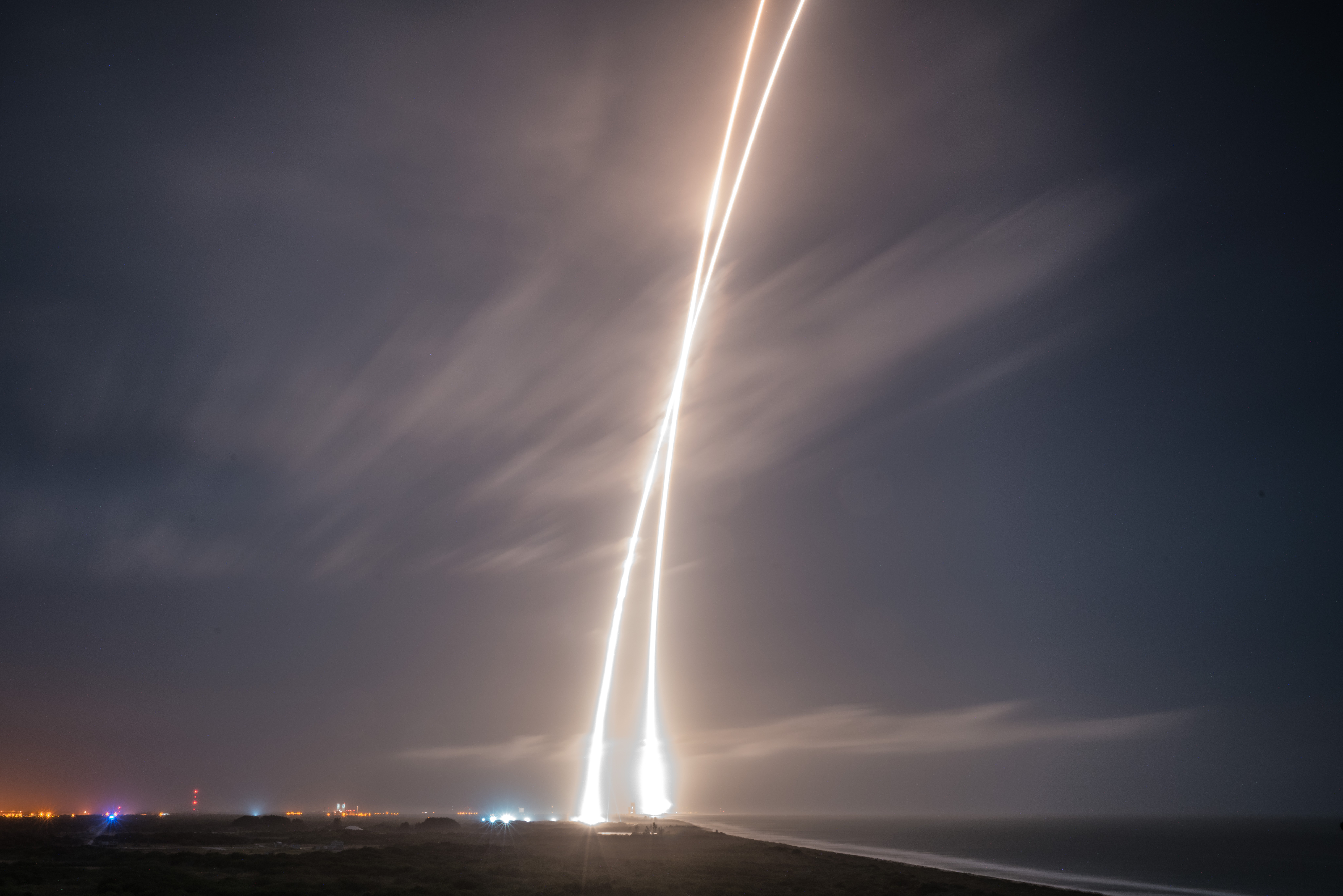
Fotografia a lunga esposizione che mostra le traiettorie di lancio de atterraggio sulla LZ-1

Il primo Falcon 9 è arrivato allo SLC-40 verso la fine del 2008, ed è stato messo in posizione verticale il 10 gennaio 2009. Ha successivamente raggiunto l'orbita nel suo volo inaugurale il 4 giugno 2010 trasportando un carico di prova.
Lo SLC-40 è insieme al complesso di lancio 39, la struttura che supporta i lanci la capsula di trasporto orbitale automatica Dragon verso la Stazione spaziale internazionale, un ruolo precedentemente occupato dallo Space Shuttle fino al suo ritiro nel 2011. La SpaceX ha lanciato con successo il primo volo di collaudo della capsula Dragon l'8 dicembre 2010. La prima missione verso la Stazione Spaziale Internazionale è stata lanciata il 22 maggio 2012, dopo che tre giorni prima il lancio era stato interrotto per un problema ai motori.
La SpaceX ha modificato la rampa nel 2013 per supportare il lancio del Falcon 9 v1.1, un razzo più pesante del 60% con il 60% di spinta in più grazie ai motori migliorati, un serbatoio del carburante più lungo del 60% rispetto alla versione v1.0 del Falcon 9. Queste modifiche hanno reso il Falcon 9 più pesante, più potente, e più alto, del predecessore. Tali modifiche hanno richiesto un trasportatore / erettore modificato.  

## Incidenti e inconvenienti
Il 1º settembre 2016 un razzo Falcon 9 è stato distrutto da un'esplosione che ha avuto origine intorno al secondo stadio del razzo mentre si preparava per un test di fuoco statico di routine sulla rampa di lancio dell'SLC-40. L'esplosione si è verificata durante il caricamento di ossigeno liquido otto minuti prima dell'accensione del motore del primo stadio come parte del test. 
Un incendio statico è un test eseguito prima del lancio per verificare che sia il veicolo di lancio che i sistemi di terra siano pronti per il volo. Il test è identico a un lancio fino al momento del decollo, ma invece di rilasciare il veicolo subito dopo l'accensione del motore nella prima fase, i motori si accendono per alcuni secondi e poi si spengono. Il secondo stadio è alimentato per testare l'interazione con il primo stadio e i sistemi di terra, ma rimane altrimenti inattivo. Dopo il completamento di un test antincendio statico, il propellente e l'ossidante vengono scaricati, il veicolo di lancio viene abbassato e il veicolo di lancio viene restituito all'hangar in attesa della revisione e dell'analisi dei dati del test antincendio statico. SpaceX esegue test antincendio statici per garantire che i sistemi di terra, così come il veicolo di lancio, funzionino nominalmente.
L'esplosione statica del fuoco ha provocato la perdita totale del razzo. Il carico utile del razzo, il satellite Amos-6 , era a bordo ed è stato anch'esso distrutto.  Inoltre, l'esplosione ha provocato ingenti danni alla rampa di lancio. È stato riferito che ha rotto le finestre vicine e che è stato sentito fino a 40 miglia di distanza. Non c'era personale sul pad e non sono stati riportati feriti dall'esplosione. 
Le riparazioni e l'ammodernamento della rampa di lancio sono iniziate all'inizio del 2017 a seguito del completamento delle indagini sugli incidenti e della bonifica ambientale. SLC-40 è tornato in servizio con il lancio di CRS-13 il 15 dicembre 2017.  La piattaforma era in buone condizioni dopo il lancio. Il lancio iniziale di un Falcon Heavy dal pad 39A era subordinato alla riattivazione riuscita del pad 40. I lanci ripresi dal pad 40 hanno liberato il pad 39A per le necessarie modifiche finali senza influire sul tempo di lancio di SpaceX.